# Evarcha darinurica
Evarcha darinurica – gatunek pająka z rodziny skakunowatych.
Gatunek ten opisany został w 2001 roku przez Dimitrija Łogunowa.
Skakun ten ma karapaks długości 2,15 mm, żółty z czarną okolicą oczu, pokryty brązowymi łuskami z trzema podłużnymi pasami białych łusek na polu ocznym. Żółty nadustek jest gęsto i biało owłosiony. Szczękoczułki, szczęki, warga dolna i sternum są żółte z szarym podbarwieniem. Opistosoma ma długość 1,7 mm i barwę wierzchu szarobrązową z dwiema Λ-kształtnymi kropkami pośrodku i dwoma znakami przed kądziołkami przędnymi barwy białej. Boki i spód opistosomy są żółte z szerokim, podłużnym, brązowym pasem na stronie brzusznej.
Pająk palearktyczny, znany wyłącznie z Afganistanu, z dystryktu Dara-i-Nur.